# اودیسیاس الیتیس
اودیسیاس الیتیس (به انگلیسی: Odysseas Elytis) (زاده ۲ نوامبر ۱۹۱۱ – درگذشته ۱۸ مارس ۱۹۹۶) شاعر و نویسنده اهل یونان بود. وی برنده جایزه نوبل ادبیات سال ۱۹۷۹ شد.

## زندگی
اودیسیاس الیتیس در ۲ نوامبر سال ۱۹۱۱ در شهر بزرگ هراکلیون در شمال یونان و در یک خانواده قدیمی متولد شد. او برای تحصیل به آتن رفت و در رشته حقوق مشغول به تحصیل شد و در همان روزهای دانشجویی به نویسندگی و طراحی کولاژ روی آورد.
اولین مجموعه شعرهایش را بانام اشعار نخستین سال ۱۹۳۶ منتشر کرد. پس از آن، مجموعه شعرهای جهت‌گیری‌ها و در خدمت تابستان را سال ۱۹۴۳ منتشر کرد.
با آغاز جنگ جهانی دوم، الیتیس به ارتش یونان پیوست و پس از آزاد شدن یونان از دست آلمان نازی گرایش بیشتری به شعر پیدا کرد و در رادیو و تلویزیون یونان، سازمان تئاتر و سازمان جهانگردی یونان مشغول به کار شد.
او سال ۱۹۶۰، نخستین جایزه دولتی شعر را از آن خود کرد و سال ۱۹۶۵ مفتخر به دریافت نشان بریگارد فونیکس (گروه سمندر) شد. سال ۱۹۷۵، دانشگاه تسالونیکی درجه دکترای افتخاری در رشته فلسفه را به وی اهدا کرد. در ضمن شورای شهر میتلین او را شهروند افتخاری آن شهر اعلام کرد.
الیتیس در پی آن نبود که شیوه‌ای نو برای ساخت درونی اشعارش بیابد، این ساخت در بسیاری از اشعار الیتیس به خوبی مشهود است. به ویژه در شعر آکسیون استی، این اثر آنقدر ارزش دارد که به همت میکیس تئودوراکیس روی آن موسیقی گذاشته شد. این آهنگ ورد زبان همه یونانی هاست.
الیتیس سال ۱۹۷۹ به خاطر شعرهایش که با اتکا به سنت‌های یونانی، توصیف‌های قومی و دید روشنفکری که نمایشگر مبارزه بشر امروز برای کسب آزادی و نیل به خلاقیت است، جایزه نوبل ادبیات را از آن خود کرد.
اشعار او به زبان‌های گوناگونی ترجمه شده‌اند. او بیش از ۲۵ مجموعه شعر با مضامین مختلف منتشر کرد اما تا به امروز هیچ‌یک از این آثار به زبان فارسی ترجمه نشده‌اند.

او در ۱۸ مارس سال ۱۹۹۶، در ۸۴ سالگی در حالی که در آتن زندگی می‌کرد دیده از جهان فروبست.

## آثار
- رود اروس (۱۹۷۲)
- تئوفیلوس نقاش(۱۹۷۳)
- نقد
- کتاب آزاد (۱۹۷۴)
- مجموعه مقالات